# Музга (Вологодская область)
Музга — деревня в Череповецком районе Вологодской области.
Входит в состав Мяксинского сельского поселения (c 1 января 2006 по 30 мая 2013 года входила в Щетинское сельское поселение), с точки зрения административно-территориального деления — в Ильинский сельсовет.
Расстояние до районного центра Череповца по автодороге — 52 км, до центра муниципального образования Мяксы по прямой — 18 км. Ближайшие населённые пункты — Плоское, Ильинское, Ляпуново.
По переписи 2002 года население — 218 человек (110 мужчин, 108 женщин). Всё население — русские.

## Известные уроженцы
Михеев, Анатолий Дмитриевич (1933—2013) — советский и российский ботаник, исследователь флоры Северного Кавказа и Ульяновской области, доктор биологических наук.